# 9-й гвардейский стрелковый корпус
9-й гвардейский стрелковый Брестский Краснознамённый ордена Кутузова корпус — воинское соединение Рабоче-Крестьянской Красной Армии в Великой Отечественной войне.

## История
Был образован в июне 1942 года по приказу Ставки ВГК в Калужской области на базе 12-й гвардейской стрелковой дивизии.
Впервые корпус участвовал в боях в составе 61-й армии (с которой действовал до конца войны) Западного фронта в июле 1942 севернее г. Болхов. До июля 1943 вёл оборонительные и наступательные бои на Западном и Брянском фронтах. В июле — августе 1943 года участвовал в Орловской операции, наступая в направлении Болхов, Орёл. К 9 августа 1943 года освободил более 170 населённых пунктов. В 1-й половине сентября 1943 года корпус в составе Центрального фронта форсировал р. Десна, во взаимодействии с другими соединениями освободил гг. Мена, Березна и др., с ходу форсировал Днепр и в конце сентября захватил плацдарм в районе Храковичи (65 км сев.-зап. Чернигова).
За проявленные при этом мужество и героизм 163 воина были удостоены звания Героя Советского Союза. В последующих боях по расширению захваченного плацдарма и разгрому противника в восточных районах Белоруссии 14 января 1944 года корпусом вместе с другими войсками был освобождён г. Калинковичи. За боевые отличия в Люблин-Брестской наступательной операции, при освобождении г. Брест, корпусу 10 августа 1944 года было присвоено почётное наименование «Брестский».
Осенью 1944-го вёл боевые действия в Прибалтике, участвовал в освобождении Риги. В январе-марте 1945-го участвовал в Висло-Одерской и Восточно-Померанской операциях.
За образцовое выполнение заданий командования при овладении г. Альтдамм (Домбе) корпус 3 мая 1945 года был награждён орденом Кутузова 2-й степени. Участвуя в Берлинской операции, корпус в ночь на 3 мая вышел на восточный берег р. Эльба в районе г. Нитцов (сев.-западнее Берлина), где встретился с союзными войсками частями 84-й американской пехотной дивизии.
За мужество и героизм, проявленные в боях против немецко-фашистскими захватчиков, 15 537 воинов корпуса были награждены орденами и медалями, 194 удостоены звания Героя Советского Союза .
После реорганизации и объединения руководства 9-го гвардейского стрелкового корпуса и 20-го стрелкового корпуса, который был награждён орденом Красного Знамени, корпус стал именоваться 9-й гвардейский стрелковый Брестский Краснознамённый ордена Кутузова корпус.

## Состав
Состав на июнь 1942 года:
- 12-я гвардейская стрелковая дивизия,
- 105 стрелковая бригада;
- 108 стрелковая бригада;
- 110 стрелковая бригада;
- 257 стрелковая бригада
- другие части.

Состав на 9 мая 1945 года:
- 12-я гвардейская стрелковая дивизия;
- 75-я гвардейская стрелковая дивизия;
- 415 стрелковая дивизия[2].

Части корпусного подчинения:
- 50-й отдельный гвардейский батальон связи;
- 10-й отдельный автогужтранспортный батальон;
- 310 полевая авторемонтная база;
- 1207 полевая касса Госбанка;
- 2015 военно-почтовая станция.

Периоды вхождения в состав Действующей армии:
- 1 июня 1942 года — 15 августа 1943 года;
- 7 сентября 1943 года — 30 июля 1944 года;
- 13 сентября 1944 года — 20 декабря 1944 года;
- 25 декабря 1944 года — 9 мая 1945 года.

## Подчинение
- Входил в состав 61-й армии со дня образования и до конца войны.

## Командование
Корпусом командовали следующие военачальники:
- генерал-майор Кирюхин, Николай Иванович (июнь — октябрь 1942),
- полковник Почема, Филипп Евсеевич — и. о. командира корпуса (октябрь — ноябрь 1942),
- генерал-майор Борейко, Аркадий Александрович (ноябрь 1942 — февраль 1944),
- генерал-майор Посякин, Михаил Степанович (с 4 по 11 февраля 1944 года),
- генерал-майор Попов, Михаил Андрианович (февраль — июль 1944),
- генерал-лейтенант Халюзин, Григорий Алексеевич (июль 1944 — апрель 1945),
- генерал-лейтенант Шеменков, Афанасий Дмитриевич (26 апреля 1945 — 17 января 1946),
- генерал-лейтенант танковых войск Терёхин, Макар Фомич (18 января 1946 — июнь 1946),
- генерал-майор, с июля 1946 генерал-лейтенант Сиязов, Михаил Александрович (июнь 1946 — апрель 1947),
- генерал-майор Провалов, Константин Иванович (апрель 1947 — 30 декабря 1948),
- генерал-лейтенант Лебеденко, Никита Федотович (30 апреля 1949 — 12 мая 1952),
- генерал-лейтенант Лопатин, Антон Иванович (15 мая 1952 — 4 января 1954),
- генерал-майор, с августа 1955 генерал-лейтенант Худалов, Харитон Алексеевич (5 января 1954 — 22 июня 1956).

## Награды корпуса
- «Гвардейский» — почетное звание присвоено приказом Народного Комиссара Обороны СССР в июне 1942 года при формировании;
- «Брестский» — почетное наименование присвоено приказом Верховного Главнокомандующего № 0258 от 10 августа 1944 года за отличие в боях в ходе Люблин-Брестской наступательной операции и освобождении города Брест;
- Орден Кутузова II степени — награждён указом Президиума Верховного Совета СССР от 3 мая 1945 года за образцовое выполнение боевых заданий командования на фронте борьбы с немецкими захватчиками при овладении городом Альтдамм (Домбе) и проявленные при этом доблесть и мужество;[5]
- Орден Красного Знамени — был передан от 20 гвардейского стрелкового корпуса после реорганизации и объединения управлений 9-го и 20-го гвардейских стрелковых корпусов.

## Герои Советского Союза (управление корпуса)
- Борейко, Аркадий Александрович, гвардее генерал-майор, командир корпуса
- Матвеев, Владимир Сергеевич, гвардии полковник, командующий артиллерией корпуса.
- Суслов, Алексей Петрович, гвардии полковник, командир 60-го гвардейского корпусного артиллерийского полка.
- Тарасов, Георгий Григорьевич, гвардии полковник, корпусной инженер.